# اللغة المنغولية
لغة منغولية (بالأبجديّة المنغولية:  مونگوول كيلي، بالأبجدية السيريلية المنغولية: Монгол хэл مونگول خيل)، إحدى اللغات المنغولية يتحدّث بها 5.7 مليون مغوليّ جلّهم في منغوليا ومنغوليا الداخليّة المنطقة الإداريّة الصينيّة المتمتّعة بالحكم الذاتي، بالإضافة لأقليّات المنغوليّة المنتشرة في روسيا وكازاخستان وبعض المقاطعات الصينية المجاورة لمنغوليا الداخليّة كهيلونغجيانغ وجيلين ولياونينغ.
اللغات المنغوليّة هي مجموعة من اللغات المنتشرة في وسط وشرق آسيا، في منغوليا خصوصاً. إحدى  اللغات الألتائية هي مجموعة لغات تضم ثلاث أسر لغوية وهي:
- اللغات التركية (لغة جمهورية تركيا هي إحدى لغات هذه الأسرة)
- اللغات المنغولية (اللغة الرسمية لجمهورية منغوليا والتي تسمى بلغة الخالخا هي إحدى لغات هذه الأسرة)
- اللغات المنشورية التنغوسية.[4]

تتكون اللغة المنغوليّة من لهجتين رئيسيتين لهجة الخالخا المُتحدّث بها في منغوليا والتي تستخدم الأبجدية السيريلية المنغولية كنظام كتابة، واللهجة (أو اللهجات) الخارجيّة في منغوليا الداخليّة وبقية الصين والتي ما زالت تكتب بالأبجديّة المنغولية التقليديّة.